# Loznica (Razgrad)
Loznica (búlgaro: Лозница) é uma cidade da Bulgária, localizada no distrito de Razgrad. A sua população era de 2,409 habitantes segundo o censo de 2010.

## População
| Loznica | Loznica | Loznica | Loznica | Loznica | Loznica | Loznica | Loznica | Loznica | Loznica | Loznica | Loznica | Loznica | Loznica | Loznica | Loznica | Loznica | Loznica | Loznica | Loznica |
| --- | ------- | ------- | ------- | ------- | ------- | ------- | ------- | ------- | ------- | ------- | ------- | ------- | ------- | ------- | ------- | ------- | ------- | ------- | ------- |
| Ano | 1887    | 1910    | 1934    | 1946    | 1956    | 1965    | 1975    | 1985    | 1992    | 2001    | 2002    | 2003    | 2004    | 2005    | 2006    | 2007    | 2008    | 2009    | 2010    |
| População |         |         |         | …       | …       | …       | 3,843   | 3,970   | 3,021   | 2,758   | 2,734   | 2,727   | 2,666   | 2,644   | 2,602   | 2,561   | 2,501   | 2,441   | 2,409   |
| Fontes: Instituto Nacional de Estatísticas, „citypopulation.de“, „pop-stat.mashke.org“, Bulgarian Academy of Sciences |         |         |         |         |         |         |         |         |         |         |         |         |         |         |         |         |         |         |         |